# Eviphididae
Eviphididae är en familj av spindeldjur. Enligt Catalogue of Life ingår Eviphididae i ordningen Mesostigmata, klassen spindeldjur, fylumet leddjur och riket djur, men enligt Dyntaxa är tillhörigheten istället ordningen kvalster, klassen spindeldjur, fylumet leddjur och riket djur. Enligt Catalogue of Life omfattar familjen Eviphididae 2 arter. 
Kladogram enligt Catalogue of Life och Dyntaxa:
| Eviphididae | \| \| Alliphis \| \| \| \| \| \| Thinoseius \| \| \| \| |
|             | \| \| Alliphis \| \| \| \| \| \| Thinoseius \| \| \| \| |
|             | Ameroseiidae                                            |
|             |                                                         |
|             | Ascidae                                                 |
|             |                                                         |
|             | Dermanyssidae                                           |
|             |                                                         |
|             | Digamasellidae                                          |
|             |                                                         |
|             | Gamasida                                                |
|             |                                                         |
|             | Laelapidae                                              |
|             |                                                         |
|             | Leptolaelapidae                                         |
|             |                                                         |
|             | Macrochelidae                                           |
|             |                                                         |
|             | Macronyssidae                                           |
|             |                                                         |
|             | Parantennulidae                                         |
|             |                                                         |
|             | Parasitidae                                             |
|             |                                                         |
|             | Phytoseioidea                                           |
|             |                                                         |
|             | Polyaspidae                                             |
|             |                                                         |
|             | Rhinonyssidae                                           |
|             |                                                         |
|             | Rhodacaroidea                                           |
|             |                                                         |
|             | Sejidae                                                 |
|             |                                                         |
|             | Uropodidae                                              |
|             |                                                         |
|             | Varroidae                                               |
|             |                                                         |
|             | Alliphis                                                |
|             |                                                         |
|             | Thinoseius                                              |
|             |                                                         |

|  | Alliphis   |
|  |            |
|  | Thinoseius |
|  |            |